# Phyllocycla pallida
Phyllocycla pallida – gatunek ważki z rodziny gadziogłówkowatych (Gomphidae). Występuje na terenie Ameryki Południowej.